# 颱風海鷗 (2014年)
颱風海鷗（英語：Typhoon Kalmaegi，國際編號：1415，聯合颱風警報中心：WP152014，菲律賓大氣地球物理和天文管理局：Luis）為2014年太平洋颱風季第14個被命名的熱帶氣旋。「海鷗」一名是由北韓提供，即海鷗。

## 發展過程

### 在菲律賓以東生成
2014年9月8日，一個低壓區於楚克群島附近海面上生成，美國海軍研究實驗室給予擾動編號94W。9月10日下午2時，聯合颱風警報中心對其在24小時內形成為熱帶氣旋的機會給予「LOW」的評級。晚上10時，聯合颱風警報中心對其評級提升為「MEDIUM」。9月11日午夜12時，聯合颱風警報中心對其發佈熱帶氣旋形成警報，並對其評級提升為「HIGH」。凌晨2時，聯合颱風警報中心將其升格為熱帶低氣壓，並給予編號15W。

### 西移增強掠呂宋
9月12日凌晨2時，日本氣象廳將其升格為熱帶低氣壓。上午9時15分，日本氣象廳對其發出烈風警報。香港天文台在未有事先表示「一個熱帶低氣壓似乎在形成中」的情況下，於上午9時45分將其升格為熱帶低氣壓。下午2時，日本氣象廳將其升格為熱帶風暴，並命名為海鷗。同時，聯合颱風警報中心及中國中央氣象台將其升格為熱帶風暴，而台灣中央氣象局亦將其升格為輕度颱風。下午6時45分，香港天文台將其升格為熱帶風暴。海鷗大致向西移動，時速約18公里。
9月13日，於高水溫、垂直風切變微弱的環境下，海鷗明顯增強；而海鷗亦改向西北偏西移動。中國中央氣象台於早上8時將其升格為強熱帶風暴。日本氣象廳和香港天文台亦跟隨其後，分別在上午8時45分及上午9時45分將其升格為強烈熱帶風暴。下午5時，日本氣象廳及中國中央氣象台將其升格為颱風。晚上8時，聯合颱風警報中心將其升格為颱風。
9月14日凌晨，海鷗採取偏西北路徑，移向菲律賓呂宋，並加速移動至每小時25公里。良好環境令海鷗增強趨勢得以延續至登陸前，凌晨5時45分，香港天文台將其升格為颱風。早上8時，台灣中央氣象局將其升格為中度颱風。下午5時，海鷗於菲律賓卡加延省佩尼亞布蘭卡沿海登陸。當日上午，海鷗恢復西北偏西路徑，晚上更進一步加速至每小時30公里。

### 南海疾行環流巨大
9月15日，海鷗以高速進入南海，並在上午出現西移路徑。聯合颱風警報中心於凌晨2時一度將其降格為熱帶風暴，但6小時後（即早上8時）再次將其升格為颱風。當日下午海鷗恢復向西北偏西移動，其移動速度維持在每小時30公里。海鷗的烈風範圍進一步擴大（根據香港天文台船舶熱帶氣旋警告，海鷗的烈風範圍北面半徑達210海浬，即接近390公里，日本氣象廳估計其7級風半徑於東南半圓為750公里，西北半圓則為390公里），情況類似2011年颱風納沙，兩者強度相若，但烈風範圍異常巨大，以350公里甚至更遠的距離，為華南沿岸帶來持續烈風。相較之下，納沙的烈風範圍是於6小時內突然急劇擴大，海鷗的烈風範圍沒有如此快速的擴展；但由於海鷗的移速比納沙更快（納沙進入南海後的移速為每小時22公里），「半圓效應」亦更為明顯，右側「危險半圓」的風速進一步增強，因此海鷗為華南沿岸帶來的風勢也比納沙更猛烈。
9月16日，海鷗直撲海南至雷州半島一帶。上午9時40分，海鷗於中國海南省文昌市翁田鎮沿岸短暫登陸。下午12時45分，海鷗於中國廣東省湛江市徐聞縣南部沿岸再次登陸。海鷗隨後橫過北部灣，稍為減速至每小時28公里，晚上11時，海鷗於越南廣寧省沿岸作最後登陸。同時，日本氣象廳將其降格為強烈熱帶風暴。

### 深入內陸並減弱
9月17日，海鷗移入越南北部內陸，再橫過中國雲南，並進一步減弱。凌晨1時45分，香港天文台將其降格為強烈熱帶風暴。凌晨2時，聯合颱風警報中心將其降格為熱帶風暴，並發出最後警告。同時，台灣中央氣象局將其降格為輕度颱風。上午9時45分，香港天文台將其降格為熱帶風暴。日本氣象廳亦跟隨其後，於上午11時將其降格為熱帶風暴。下午3時45分，香港天文台將其降格為熱帶低氣壓。晚上8時，日本氣象廳將其降格為熱帶低氣壓。晚上8時45分，香港天文台將其降格低壓區。
9月18日早上8時，日本氣象廳把海鷗降格為低壓區。海鷗的殘餘系統繼續以高速深入內陸，9月19日才徹底消散。

### 事後強度調整
在事後報告中，香港天文台把海鷗的接近中心最高持續風速由每小時130公里上調至每小時140公里。而中國中央氣象台在事後公佈的「最佳路徑」中，亦把海鷗的接近中心最高持續風速由每秒40米（每小時145公里）輕微上調至每秒42米（每小時150公里）；但由於中心風力每小時150公里為該部門的「強颱風」分級下限，這次上調等同把海鷗的強度向上修訂為強颱風。

## 影響

### 菲律賓
當地發出之最高風暴信號：三號風暴信號

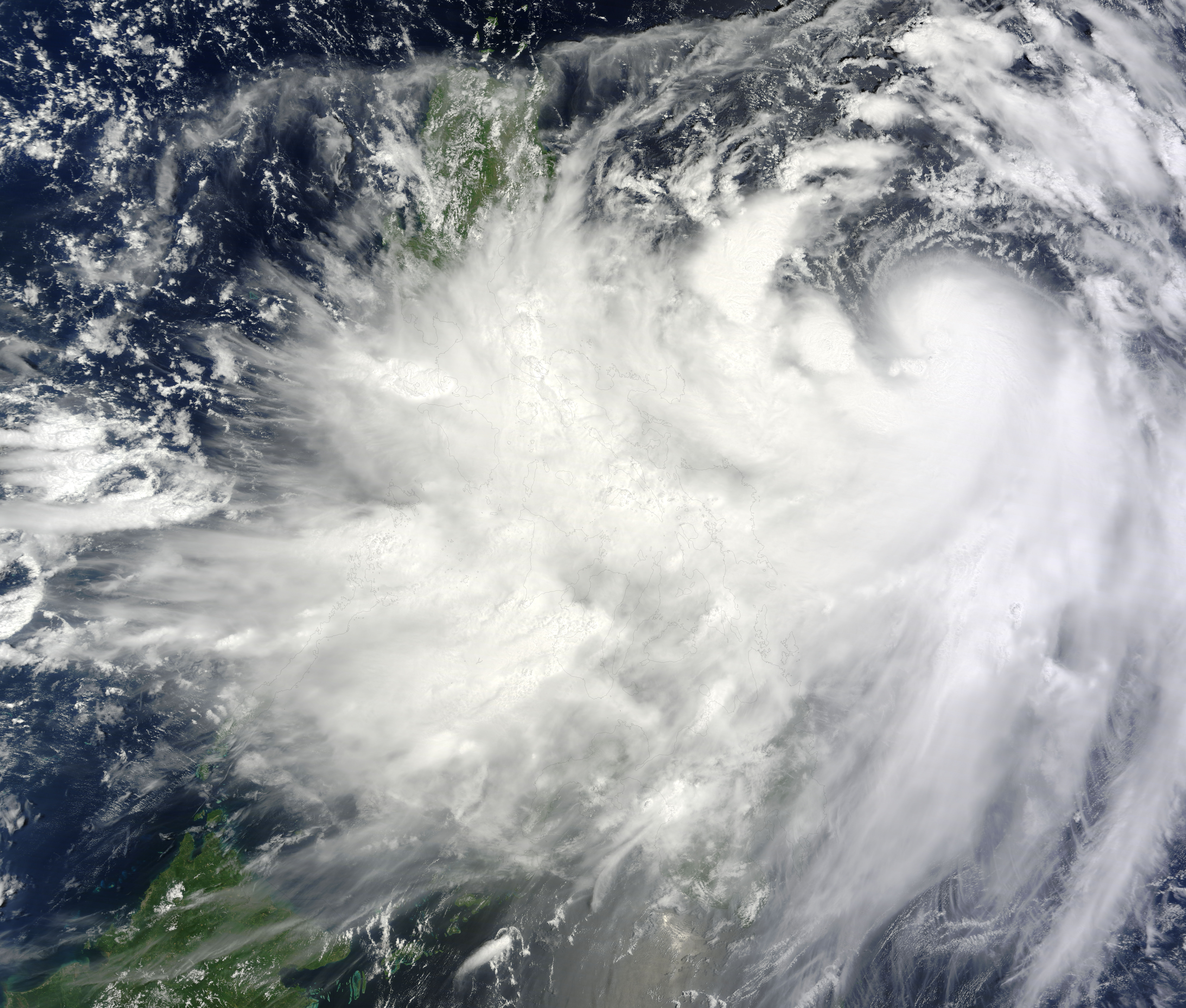
颱風海鷗在9月13日逼近菲律賓

9月12日上午5時，菲律賓大氣地球物理和天文管理局將已進入責任範圍的海鷗命名為Luis，發佈第一報熱帶氣旋資訊。下午5時，菲律賓大氣地球物理和天文管理局發出一號風暴信號。
9月13日下午5時，菲律賓大氣地球物理和天文管理局發出二號風暴信號。下午11時，菲律賓大氣地球物理和天文管理局發出三號風暴信號。
9月15日上午11時，菲律賓大氣地球物理和天文管理局解除二號及三號風暴信號。下午4時，菲律賓大氣地球物理和天文管理局對其發佈最後一報熱帶氣旋資訊，並解除一號風暴信號。
海鷗逼近菲律賓期間，一艘渡輪翻沉，當局救起逾百人，最少3人死亡。出事渡輪9月13日晚上在菲律賓中部萊特島附近，因為遭遇大風浪船身傾側，船長決定棄船逃生。渡輪載著58個乘客及26個船員，但船上亦搭載多輛汽車，車上的人未計入乘客人數。菲律賓海岸警衛隊稱，初步知道有大約一百人被附近三艘船隻救起，當局仍在統計有沒有失蹤者。

### 臺灣
受海鷗所致之東風過山沉降作用影響，桃園縣新屋鄉於9月15日上午10時35分測出當地最高溫攝氏37.9度。而高雄氣象站亦於當日上午11時49分測出當地最高溫攝氏37.6度，創下該站82年來最高溫紀錄。新竹氣象站於當日上午10時42分則測出當地最高溫攝氏37.5度，創下該站76年來九月第三高溫紀錄。嘉義氣象站測出當地最高溫攝氏35.4度，創下該站47年來九月最高溫紀錄。在9月16日下午1時15分，台北市測出當地最高溫攝氏37.8度，創下該站118年來九月最高溫。此外，由於受其外圍環流影響，9月15日在彭佳嶼、淡水、大園、恆春、蘭嶼等氣象站皆測出最高陣風九級。而基隆、板橋、新店、新屋、台北市、蘇澳、宜蘭等氣象站亦於當日測出最高陣風八級。

### 中國大陸
當地發出之最高颱風預警信號： 颱風橙色預警信號
9月13日下午6時，中央氣象台發佈颱風藍色預警信號。
9月14日，国家海洋预报台发布海浪黄色警报。下午6時，中央氣象台發佈颱風黃色預警信號。
9月15日上午6時，中央氣象台發佈颱風橙色預警信號。
9月17日上午6時20分，中央氣象台改發颱風黃色預警信號。上午10時23分，中央氣象台改發颱風藍色預警信號。下午5時，中央氣象台解除颱風藍色預警信號，並停止編報。

#### 廣東
全省發出之最高颱風預警信號： 颱風紅色預警信號
9月13日，廣東省防總下發通知，各地相關部門要密切監視海鷗發展動態。廣東省提前組織近海海域作业渔船回港避風、渔排作业人員上岸避風。
9月16日中午12時45分，海鷗於廣東省湛江市徐聞縣海安鎮沿海登陸。
廣東省民政廳統計，截至19日8時，湛江、茂名、陽江、珠海、惠州、江門、肇慶、雲浮等8市、35個縣（市、區）、297個鎮（鄉、街道）不同程度受災，受災人口167.64萬人；緊急轉移安置14.57萬人，需緊急生活救助6835人；倒塌房屋1130間，嚴重損壞房屋5613間，一般損壞房屋17050間；農作物受災面積163.88千公頃，其中絕收面積17.66千公頃。

#### 福建
全省發出之最高颱風預警信號： 颱風藍色預警信號
9月14日上午11時07分，福建省氣象台發佈颱風藍色預警信號。

#### 廣西
全區發出之最高颱風預警信號： 颱風橙色預警信號
9月14日下午5時，廣西氣象台發佈颱風橙色預警信號。
廣西自治區民政廳救災處統計，截至9月18日16時30分，災害造成257.91萬人受災，因災死亡5人。目前已緊急轉移安置11.89萬人，需緊急生活救助2.86萬人；農作物受災面積201.76千公頃，其中成災72.42千公頃，絕收6.1千公頃；倒塌農房758戶1748間，嚴重損壞農房1071戶1875間，一般損壞農房9563戶21651間。

#### 海南
全省發出之最高颱風預警信號： 颱風紅色預警信號
9月13日，海口市召开防台紧急会议，决定提前72小时启动防台风一级响应。海口市副市长蒙国海称，超强台风威马逊7月18日重创海口，时隔两月海鸥再次来袭，城市面临严峻考验。此时海鸥正集结在菲律宾以东海面上。
據海南省「三防」總指揮部17日7時統計，全省有17個市縣219個鄉鎮（街道、農場）受災，受災人口286.503萬人，房屋受損倒塌441間，農作物受災面積215.065萬畝，死亡一人，失蹤一人，直接經濟損失57.874億元。其中，海口市直接經濟損失13.4986億元，其中海口潮位是一九七三年有記錄以來最高。

#### 雲南
在颱風海鷗到來前，全省各級各部門已提前部署，迅速啟動防汛防颱風Ⅲ級應急響應。從9月17-19日10時，已造成文山、紅河、曲靖、普洱、西雙版納、昆明、玉溪、臨滄、德宏九個州市、53個縣（市、區）不同程度受災，受災人口39萬人，因災死亡1人、失蹤1人，緊急轉移2486人，倒塌房屋114間。

### 香港
- 當地發出之最高熱帶氣旋警告信號： 八號東南烈風或暴風信號
- 最接近當地時間：2014年9月16日午夜12時至凌晨3時[4]
- 最接近當地位置：香港之西南偏南約370公里 [4]

雖然海鷗仍遠在東經130度以東，但是香港天文台在9月12日下午6時15分已經發出「特別天氣提示」，提醒市民注意海鷗將會帶來的惡劣天氣：
特別天氣提示：位於菲律賓以東海域的熱帶氣旋海鷗正逐步增強。預計海鷗在下週初進入南海，屆時廣東沿岸天氣會顯著轉壞，風勢頗大、有大驟雨及湧浪。市民應留意最新的天氣預報及注意天氣的變化。（12-9-2014 6:15PM）
這是天文台繼2013年颱風天兔後，首次於熱帶氣旋仍遠在西北太平洋時，便作出高調預警。香港天文台在9月14日中午12時正更新「特別天氣提示」：
特別天氣提示：位於呂宋以東海域的熱帶氣旋海鷗會在明早（9月15日）進入南海並逐漸移近華南沿岸，預料星期一稍後廣東沿岸天氣轉趨不穩定，隨後一兩日風勢頗大，有大驟雨及湧浪。市民應留意最新的天氣預報及注意天氣的變化。（14-9-2014 12:00PM）
天文台在當晚11時35分發出一號戒備信號，當時海鷗集結在香港之東南偏東約850公里。由於當時海鷗仍在橫過呂宋，尚未進入南海，這次是繼1989年颱風戈登後，25年以來及踏入21世紀首次在熱帶氣旋還沒進入距離香港800公里範圍的時候，便發出熱帶氣旋警告信號。天文台表示海鷗會在數小時內進入南海，翌日（9月15日）下午香港風勢會增強，屆時會考慮發出三號強風信號。
海鷗在9月15日凌晨2時前正式進入香港800公里的警戒範圍，繼續以每小時30公里之高速靠近華南。天文台在上午9時45分表示中午後考慮發出三號信號。天文台在下午12時40分發出三號強風信號，當時海鷗集結在香港之東南偏南約510公里。天文台隨即表示，當日黃昏至晚間考慮發出八號熱帶氣旋警告信號。天文台指出海鷗是成熟的颱風，並在過去數小時稍作增強，預料香港風力在當日稍後顯著加強。天文台在下午4時45分改為表示當晚考慮發出八號信號，2小時後再表示午夜前考慮發出八號信號。香港天氣急劇轉壞，由日間的天晴酷熱，變為晚間的狂風驟雨；風勢亦在傍晚迅速而顯著增強，多處地區風力在數小時內飆升至強風程度，入夜後部份地區更吹東至東北烈風。天文台在晚上8時40分發出「熱帶氣旋之特別報告」，宣佈在晚上10時40分或之前發出八號熱帶氣旋警告信號，當時海鷗集結在香港以南約380公里。雖然香港風向仍為東至東北偏東，但是天文台在晚上10時半發出八號東南烈風或暴風信號，當時海鷗集結在香港以南約370公里。天文台表示，海鷗會在9月16日凌晨最接近香港，在香港西南面300公里外掠過，東南烈風會影響香港一段時間，早上風勢雖然可能緩和，但是仍有狂風大驟雨。
八號信號發出後短短兩三小時內，偏東烈風快速擴展至香港廣泛地區，部份地區（如橫瀾島、長洲、大美督）更刮起暴風，位處高地的昂坪受颶風影響。在強烈雨帶影響下，西貢和流浮山風速亦在9月16日午夜時份急升至烈風程度，連同在八號信號發出前半小時已錄得烈風的長洲及機場，這代表八號信號達標，是2007年採用8個參考站組成的測風網絡後第5次（上一次為2012年強颱風韋森特），亦為2013年更改參考站（以流浮山取代濕地公園）以來首次。之後長洲更在9月16日凌晨至早上錄得間竭性暴風。天文台在凌晨12時45分警告，鰂魚涌海水高度會在凌晨2時至4時升至海圖基準面以上約3米，海水上漲會導致低窪地區水浸。海鷗在午夜12時至凌晨3時最接近香港，在香港之西南偏南約370公里掠過。這標誌著海鷗打破1980年颱風喬伊及2011年颱風納沙之350公里紀錄，一度成為自1957年以來，風暴中心距離香港最遠的八號信號，但紀錄已先後被2020年熱帶風暴浪卡及2021年熱帶風暴獅子山所打破。天文台在凌晨5時45分表示，境內的烈風會持續一段時間，預計八號信號仍會在早上部份時間維持；當海鷗進一步遠離，境內風力會在上午較後時間緩和，屆時天文台會考慮改發三號強風信號。天文台在早上7時45分的「熱帶氣旋警告」表示，考慮在上午10時至中午12時改發三號信號。早上香港轉吹東至東南風，並伴隨狂風大雨，普遍地區仍然持續受烈風影響，離岸間中吹暴風。天文台於2小時後改為考慮在中午或之前改發三號信號；可是過了不足1小時，天文台在上午10時40分改發三號強風信號，當時海鷗集結在香港之西南約430公里。在天文台改發三號信號時，香港普遍地區風速根本沒有穩定下降的趨勢；隨後一小時內，多處地區風力回升，長洲風速再度逼近暴風水平，顯示天文台過早改發三號信號。天文台在下午1時45分表示，三號信號在當日大部份時間維持生效。長洲烈風在下午4時後才消退，天文台在下午4時45分表示，視乎風力變化，當晚考慮取消所有熱帶氣旋警告信號；但由於香港西南部風勢仍然強烈，天文台未有直接取消所有信號。天文台在晚上8時40分改發一號戒備信號，當時海鷗集結在香港以西約630公里。天文台在晚上8時45分表示，當香港風勢進一步減弱時，便會取消所有信號。改發一號信號前不久，機場再次出現強風，長洲更再度錄得短暫烈風；晚上較後時間，香港普遍地區風勢仍然強勁，除長洲外，連位處港內的九龍天星碼頭亦再次錄得持續強風。
9月17日凌晨初段，天星碼頭強風緩和，但長洲風力仍居高不下。天文台在凌晨1時45分表示，海鷗的環流已移至廣東西部，但受中國東南部高壓脊與海鷗共同影響，離岸海域在當日初時仍有強風，天文台會在短期內會發出強烈季候風信號，取代熱帶氣旋警告信號。天文台在凌晨2時10分取消所有熱帶氣旋警告信號，當時海鷗集結在香港之西南偏西約760公里，減弱為強烈熱帶風暴。由於離岸強風仍未消退，天文台接續發出強烈季候風信號。長洲在當日日間大部份時間仍然持續吹強風，風勢在傍晚才完全緩和，天文台在下午6時15分取消強烈季候風信號。
海鷗吹襲期間，天文台測風網絡8個參考自動氣象站有6個錄得強風、其中4個錄得烈風，當中更有1個錄得暴風，三號及八號信號達標，而青衣以些微之差，未能錄得強風。風暴期間，長洲、機場、流浮山、西貢、啟德及打鼓嶺錄得之最高10分鐘平均風速分別為每小時93、78、68、66、50及42公里。海鷗襲港導致最少29人受傷，並有1352宗塌樹報告。海鷗引致的風暴潮令低窪地區出現海水倒灌，當中鯉魚門有海水湧入，導致多間村屋出現水浸。將軍澳南海濱長廊行人路、單車徑啟用不足1年便被海鷗引發的大浪及風暴潮嚴重破壞，將軍澳居民狠批為「豆腐渣工程」。在事後的颱風海鷗報告中，香港天文台把海鷗的接近中心最高持續風速由每小時130公里上調至每小時140公里。

### 澳門
- 當地懸掛之最高熱帶氣旋信號：  八號東南風球
- 當地發出之最高風暴潮警告：紅色風暴潮警告
- 最接近當地時間：2014年9月16日凌晨5時
- 最接近當地位置：澳門之西南偏南約330公里

9月14日晚上11時半，地理物理暨氣象局氣象高級技術員湯仕文在澳廣視的新聞中表示當早上海鷗進入澳門800公里範圍內時，會考慮懸掛一號風球。同時在地理物理暨氣象局網頁上又發布了特別報告：
特別報告：預料颱風“海鷗”（1415）將於未來數小時進入本澳800公里警戒範圍，屆時本局將懸掛一號風球。
氣象局在9月15日凌晨5時正懸掛一號風球，當時海鷗集結在澳門東南偏東約750公里，並表示當日日間改掛更高風球機會不大。當日上午10時表示將於晚間考慮改掛三號風球，在下午4時表示下午6至晚上8時考慮改掛三號風球。氣象局在同日下午6時35分正式宣佈晚上7時半將懸掛三號風球。氣象局在晚上7時半懸掛三號風球，當時海鷗集結在澳門東南偏南約420公里，其後表示明日（9月16日）午夜12時至凌晨2時視乎情況考慮是否改掛八號風球。氣象局在晚上11時半發出黃色風暴潮警告，並宣佈將於9月16日凌晨1時15分改掛八號東南風球。當時澳門已接近全面吹強風，部份地區更開始出現烈風。
9月16日凌晨1時10分，氣象局發出紅色風暴潮警告，並在5分鐘後懸掛八號東南風球，當時海鷗集結在澳門以南約350公里。氣象局在凌晨2時10分表示八號東南風球將維持一段時間，當時海鷗集結在澳門以南約340公里。此時澳門多處地區已經受烈風影響，且風力持續增強。氣象局並預料凌晨3時，水位高於內港路面0.8米。在凌晨3時，氣象局預料凌晨約4時，水位高於內港路面0.7米，呼籲低窪地區市民注意，當時海鷗集結在澳門以南約330公里。在凌晨4時，氣象局表示內港水位高於路面0.6米，並表示海鷗在未來1至2小時最接近澳門，預料風球將維持一段時間，當時海鷗集結在澳門以南約330公里。澳門廣泛地區刮起持續烈風，3條大橋更吹暴風。在凌晨5時，氣象局指當時海鷗最接近澳門，在澳門之西南偏南約330公里掠過，並表示八號東南風球將在上午9時前維持，當時內港水位高於路面0.7米。早上8時表示八號東南風球將在早上維持。早上8時半取消所有風暴潮警告。上午11時，氣象局表示下午1至3時將改掛三號風球，當時海鷗集結在澳門之西南約360公里。上午11時45分表示將於下午1時正改掛三號風球。地理物理暨氣象局在下午1時正改掛三號風球，當時海鷗集結在澳門之西南偏西約400公里。下午4時，氣象局表示預料三號風球將維持一段時間。晚上7時，氣象局表示在未來數小時將考慮除下所有風球。地理物理暨氣象局在9月17日凌晨1時除下所有風球，當時海鷗集結在澳門以西約650公里。

#### 雨量
| 氣象站             | 信號懸掛期間總雨量(毫米) |
| ------------------ | ------------------------ |
| 大潭山             | 28.2                     |
| 大砲台             | 21.4                     |
| 紀念孫中山市政公園 | 19.0                     |
| 海事博物館         | 28.2                     |
| 路環分站           | 32.6                     |
| 九澳               | 26.8                     |

### 越南
中央水文氣象預報中心從9月12日下午2時（當地時間下午1時）開始發報，首報風速每小時65公里。9月13日早上8時已增強為強烈熱帶風暴，風速每小時93公里。9月13日下午8時已增強為颱風，風速達每小時120公里，維持至14日晚登陸菲律賓。之後進入南海並加強，9月15日下午5時發布風速為每小時133公里，其後減弱至每小時130公里並維持至15日晚。9月16日早上8時，風速達每小時139公里登陸海南及雷州半島後稍為減弱進入北部灣。9月16日下午8時由颱風減弱為熱帶風暴，風速每小時87公里。下午11時繼續減弱，風速每小時76公里，並於越南廣寧省先安縣東部沿海登陸。
9月15日晚上風暴吹襲期間有一艘載有7名漁民的船隻沉沒，其中2人被救起，仍有5名漁民失蹤。

## 熱帶氣旋信號使用記錄

### 菲律賓
| 菲律賓大氣地球物理和天文管理局 風暴信號 | 菲律賓大氣地球物理和天文管理局 風暴信號 | 菲律賓大氣地球物理和天文管理局 風暴信號 |
| --------------------------------------- | --------------------------------------- | --------------------------------------- |
| 上一熱帶氣旋                            | 一號風暴信號                            | 下一熱帶氣旋                            |
| 颱風麥德姆                              | 一號風暴信號                            | 熱帶風暴鳳凰                            |
| 颱風麥德姆                              | 二號風暴信號                            | 熱帶風暴鳳凰                            |
| 颱風威馬遜                              | 三號風暴信號                            | 颱風黑格比                              |

### 中國大陸
| 中國國家氣象中心 颱風預警信號 | 中國國家氣象中心 颱風預警信號 | 中國國家氣象中心 颱風預警信號 |
| ----------------------------- | ----------------------------- | ----------------------------- |
| 上一熱帶氣旋                  | 颱風藍色預警信號              | 下一熱帶氣旋                  |
| 強熱帶風暴娜基莉              | 颱風藍色預警信號              | 強熱帶風暴鳳凰                |
| 強颱風麥德姆                  | 颱風黃色預警信號              | 強熱帶風暴鳳凰                |
| 強颱風麥德姆                  | 颱風橙色預警信號              | 颱風蓮花 超強颱風燦鴻         |

### 香港
| 香港天文台 熱帶氣旋警告信號 | 香港天文台 熱帶氣旋警告信號 | 香港天文台 熱帶氣旋警告信號 |
| --------------------------- | --------------------------- | --------------------------- |
| 上一熱帶氣旋                | 一號戒備信號                | 下一熱帶氣旋                |
| 熱帶低氣壓14W               | 一號戒備信號                | 熱帶風暴鯨魚                |
| 超強颱風威馬遜              | 三號強風信號                | 颱風蓮花                    |
| 超強颱風尤特                | 八號東南烈風或暴風信號      | 超強颱風天鴿                |
| 超強颱風天兔                | 八號烈風或暴風信號          | 颱風蓮花                    |

### 澳門
| 地球物理暨氣象局 熱帶氣旋信號 | 地球物理暨氣象局 熱帶氣旋信號 | 地球物理暨氣象局 熱帶氣旋信號 |
| ----------------------------- | ----------------------------- | ----------------------------- |
| 上一熱帶氣旋                  | 一號風球                      | 下一熱帶氣旋                  |
| 熱帶低氣壓14W                 | 一號風球                      | 熱帶風暴鯨魚                  |
| 颱風威馬遜                    | 三號風球                      | 颱風蓮花                      |
| 颱風尤特                      | 八號東南風球                  | 颱風天鴿                      |
| 颱風尤特                      | 八號風球                      | 颱風海馬                      |

## 外部連結
- （日語）日本氣象廳首頁 （页面存档备份，存于）
- （英文）聯合颱風警報中心首頁（页面存档备份，存于）
- （简体中文）中央氣象台首頁
- （繁體中文）中央氣象局首頁（页面存档备份，存于）
- （繁體中文）香港天文台首頁（页面存档备份，存于）
- （繁體中文）澳門地球物理暨氣象局首頁（页面存档备份，存于）
- （英文）菲律賓大氣地球物理和天文管理局首頁（页面存档备份，存于）
- （越南文）中央水文氣象預報中心首頁（页面存档备份，存于）
- （缅甸语）緬甸氣象局首頁 （页面存档备份，存于）